# Georges von Dardel
Georges Ludvig Robert von Dardel, född 28 februari 1880 i Stockholm, död 10 december 1951 i Västanvik, Leksand, var en svensk arkitekt och konstnär.
Han var son till kammarherre Georges Albert von Dardel i släkten von Dardel och Ebba Aurore Lucie Palin samt sondotterson till Nils Gustaf Palin, och från 1910 gift med Ragnhild Carolina Cervin. Dardel var huvudsakligen verksam som målare fram till 1912; därefter blir målandet mer sporadiskt till förmån för arkitekturen. Han bedrev konststudier i München 1900–1904 och arkitektstudie där 1912–1913 samt konststudier i Paris 1905–1907. Han gjorde sig känd som en skicklig inrednings- och herrgårdsarkitekt, där Rottneros herrgård och parkanläggning står som hans främsta verk. Han var under många år bosatt på gården Gnaget i Styrsjöbo. 